# María José Alfonso Mingo
María Josefa Alfonso Mingo (Madrid, 17 de març de 1940) és una actriu espanyola.

## Biografia
Després d'estudiar Art Dramàtic debuta en teatre amb l'obra La fierecilla domada, que protagonitzen Fernando Fernán Gómez i Analía Gadé. Poc després, s'inicia al cinema amb Vuelve San Valentín (1962), de Fernando Palacios. Seguirien títols com La gran familia (1962) o La niña de luto (1963), de Manuel Summers, que la converteix en una rellevant promesa del cinema espanyol del moment.
En els anys següents desenvolupa la seva labor com a actriu en cinema, teatre i televisió.
Com a actriu cinematogràfica compagina títols de prestigi, com Con el viento solano (1965), de Mario Camus, El cielo abierto (2001), de Miguel Albaladejo amb comèdies intranscendents, com Manolo la nuit (1973), de Mariano Ozores o La familia, bien gracias (1979), de Pedro Masó.
Sobre les taules ha desenvolupat una sòlida carrera al llarg de 50 anys, interpretant a autors com Valle-Inclán, Enrique Jardiel Poncela, Jaime Salom o Antonio Gala.
En televisió debuta en 1961 amb el programa Escala en hi fi, de Fernando García de la Vega, on interpreta cançons d'uns altres utilitzant la tècnica del play back.
Participa en una cinquantena d'espais dramàtics en els programes Estudio 1, Novela, Teatro de siempre i altres. Destaca la seva interpretació en peces com Arsénico y encaje antiguo, de Joseph Kesselring (1964); El sí de las niñas (1967) de Leandro Fernández de Moratín; Los verdes campos del Edén (1967), d'Antonio Gala; La casa de las chivas (1978), de Jaume Salom o Margarita y los hombres (1981), d'Edgar Neville. També va intervenir en la pel·lícula de TV La gran familia... 30 años después.
A més va protagonitzar les sèries Doce lecciones de felicidad conyugal (1969), de Luis Calvo Teixeira, junt amb Pedro Osinaga, Los maniáticos (1974), de Fernando García de la Vega, amb José Sazatornil i Platos rotos (1985), amb Luisa Sala i Verónica Forqué i Por fin solos (1995), amb Alfredo Landa, a més de participar en l'episodi Jarabo de la sèrie La huella del crimen (1984), la primera temporada d' Hostal Royal Manzanares (1996-1997), A medias (2002), Géminis, venganza de amor (2002), Ana y los siete (2004-2005), Planta 25 (2006-2007), Bienvenidos al Lolita (2014) i Ciega a citas (2014)

## Trajectòria

### Teatre
- Los derechos del hombre.
- Calumnia (1961), de Lillian Hellman.
- La cabeza del dragón (1962)
- El río se entró en Sevilla (1963)
- El sueño de una noche de verano (1964)[2]
- Romeo y Jeannette (1966)
- El amor del gato y del perro (1967).
- La casa de las chivas (1969).[3]
- Olvida los tambores (1970).
- La profesión de la señora Warren (1973) de George Bernard Shaw,[4]
- Las tres gracias de la casa de enfrente (1973) d'Eric Schneider.[5]
- Qué absurda es la gente absurda (1974) d'Alan Ayckbourn.[6]
- Historia de un caballo (1979).[7]
- El sombrero de copa (1982) de Vital Aza.[8]
- Cristóbal Colón (1982) d'Alberto Miralles.
- El hotelito (1985).
- Contigo aprendí (1998).
- Bodas de sangre (1998).
- La tía de Carlos (2001).
- Todo en el jardín (2002).
- Desnudos en Central Park (2010).[9]
- Ana el once de marzo (2016)
- El festín de Babette (2017)

### Cinema
- Tercera Edad - (Curtmetratge)  (2018)
- Ana de día  (2016)
- Clara no es nombre de mujer  (2011)
- Los ojos del fuego  (2010)
- En la memoria  (2009)
- Pretextos  (2008)
- Cambio de turno  (2007)
- El hombre que hizo cumplir la ley  (2003)
- Últimas cartas de amor -(Currtmetratge)  (2002)
- Sólo mía  (2001)
- El cielo abierto  (2001)
- La primera noche de mi vida  (1998)
- Feliz Navidad  (1998)
- ¡Por fin solos!  (1994)
- Extraño matrimonio  (1984)
- La familia, bien, gracias  (1979)
- El hijo es mío  (1978)
- La joven casada  (1975)
- Duerme, duerme, mi amor  (1975)
- Manolo la nuit  (1973)
- El huésped del sevillano  (1970)
- ¡Viva la aventura!  (1970)
- De cuerpo presente  (1967)
- Crónica de nueve meses  (1967)
- Cuando tú no estás  (1966)
- Con el viento solano  (1966)
- El Zorro cabalga otra vez  (1966)
- Las últimas horas...  (1966)
- La familia y uno más  (1965)
- Genoveva de Brabante  (1964)
- La niña de luto  (1964)
- Los dinamiteros  (1964)
- Dulcinea del Toboso  (1964)
- Llegar a más  (1963)
- Ensayo general para la muerte  (1963)
- La becerrada  (1963)
- La gran familia  (1962)
- Vuelve San Valentín  (1962)

### Televisió
- Servir y proteger (2017)
- Cuéntame
  - Un milagro (2016)
- Ciega a citas (2014)
- Planta 25  (2007-2008)
- Hay que vivir  
  -  Aprendiendo a vivir  (25 de juliol de 2007)
- Al filo de la ley  
  -  Fantasmas del pasado  (30 de juny de 2005)
- Ana y los siete  (2004-2005)
- A medias  (2002)
- Géminis, venganza de amor  (2002)
- Paraíso  
  -  El amor está en el aire  (26 de juliol de 2000)
- La familia... 30 años después (1999)
- Hostal Royal Manzanares  (1996-1997)
- Por fin solos  (1995)
- Marielena  (1993)
- El séptimo cielo  
  -  Apartamento 727: En el cielo no hay sexo  (27 de novembre de 1989)
- El olivar de Atocha (1989)
- Primera función  
  -  Vidas en blanco  (31 d'agost de 1989)
  -  El escaloncito  (21 de setembre de 1989)
- Lorca, muerte de un poeta  
  -  La residencia (5 de desembre de 1987)
- La voz humana  
  -  La gallina de mi vecina, más huevos pone que la mía  (1 d'abril de 1987)
- Platos rotos  (1985)
- Un encargo original  
  -  La triple extravagancia de la Sta. Jardine  (3 de setembre de 1983)
- Los maniáticos  (1974)
- Ficciones  
  -  El cocodrilo  (2 de diciembre de 1971)
- A través de la niebla  
  -  El pasado del Profesor Legrand  (18 d'octubre de 1971)
- Pequeño estudio  
  -  El sombrero  (1 de octubre de 1969)
- La risa española  
  -  El puesto de antiquités de Baldomero Pagés  (27 de juny de 1969)
  -  Un drama en el quinto pino  (22 d'agost de 1969)
- Doce lecciones de felicidad conyugal  (1969)
- El premio  
  -  Unos instantes  (11 de novembre de 1968)
- Historias de hoy  
  -  El encuentro  (14 de març de 1967)
- Dichoso mundo  
  -  El basilisco  (27 de febrer de 1967)
- Tengo un libro en las manos  
  - 21 de julio de 1966
  -  El abencerraje y la bella Jarifa  (1 de setembre de 1966)
- Teatro breve  
  -  La leyenda y el camino Doña Monia  (1 de gener de 1966)
- Estudio 1  
  -  Los verdes campos del Edén  (4 de gener de 1967)
  -  El baúl de los disfraces  (8 de febrer de 1967)
  -  El pueblo veraniego  (24 de setembre de 1968)
  -  Las bodas de Fígaro  (12 de març de 1971)
  -  Las flores  (30 de març de 1973)
  -  Me casé con un ángel  (4 de maig de 1973)
  -  Pleito familiar  (9 de juny de 1975) Nuria
  -  La casa de las chivas  (22 de maig de 1978)
  -  La casa  (31 de gener de 1979)
  -  Margarita y los hombres  (1 de maig de 1981)
  -  Vidas en blanco  (5 de febrer de 1982)
  -  Papá quiere ser libre  (31 de gener de 1983)
  -  El sombrero de copa  (21 d' agost de 1984)
- Por los caminos de España  (1966)
- Don Quijote  (1965)
- Teatro de siempre  
  -  El juego del amor y del azar  (1 de gener de 1967)
  -  El triunfo del amor y del azar  (1 de gener de 1967)
  -  El sí de las niñas  (9 de juny de 1967)
  -  No hay burlas con el amor  (14 de juliol de 1967)
  -  El cepillo de dientes  (12 de desembre de 1968)
  -  Alberto I  (1 d'octubre de 1970)
  -  Ponme, ponme, ponme  (29 d'octubre de 1970)
- Escuela de maridos  
  -  Un marido descontento  (9 de maig de 1964)
  -  La mujer y la nada  (6 de juny de 1964)
- Primera fila  
  -  Arsénico y encaje antiguo  (4 de febrer de 1964)
  -  Crimen y castigo  (9 de juny de 1965)
- Estudio 3  
  -  Los señores de Morales  (21 d'octubre de 1963)
- Novela  
  -  Juana de Castilla  (21 d'octubre de 1963)
  -  Lluvia de verano  (17 de febrer de 1964)
  -  Mimí  (27 d'abril de 1964)
  -  Noches blancas  (14 de desembre de 1964)
  -  Algo inesperado  (13 de desembre de 1965)
  -  La locura de Don Juan  (21 de febrer de 1966)
  -  El Caballero de la mano en el pecho  (7 de juny de 1966)
  -  El piano  (27 de març de 1967)
  -  La dama vestida de blanco  (25 de setembre de 1967)
  -  El Cristo de la Vega  (15 de juny de 1970)
  -  La pequeña Dorrit I  (28 de desembre de 1970)
  -  Consultorio sentimental  (25 de gener de 1971)
  -  Juanita la larga  (22 de març de 1971)
  -  Lejano pariente sin sombrero  (31 de gener de 1972)
- Escala en hi fi  (19611963)
- Teatro de familia  
  -  Encrucijada  (30 de junio de 1964)
  -  El hombre de la carretera  (11 d'agost de 1964)

## Premis
Medalles del Cercle d'Escriptors Cinematogràfics
| Any  | Categoria     | Pel·lícula      | Resultat   |
| ---- | ------------- | --------------- | ---------- |
| 1964 | Millor actriu | La niña de luto | Guanyadora |

- Fotogramas de Plata (1985), Millor actriu de TV per Platos Rotos.